# 크리스 데벤스키
크리스토퍼 마이클 데벤스키(Christopher Michael Devenski, 1990년 11월 13일 ~)는 "데보"(Devo)로도 알려진 미국의 프로 야구 투수로, 메이저 리그 베이스볼 (MLB)의 뉴욕 메츠 소속이다. 이전에 MLB에서 휴스턴 애스트로스, 애리조나 다이아몬드백스, 필라델피아 필리스, 로스앤젤레스 에인절스, 탬파베이 레이스에서 뛰었다. 2016년에 MLB에 데뷔했다.
프로에서 뛰기 전에 데벤스키는 골든 웨스트 칼리지와 캘리포니아 주립 대학교 풀러턴에서 대학 야구를 했다. 시카고 화이트삭스는 2011 MLB 드래프트에서 전체 771번째로 데벤스키를 25라운드에서 지명했다. 2017년에 MLB 올스타에 선정되었다.

## 아마추어 경력
데벤스키는 세리토스의 가르 고등학교에 다녔다. 학교의 야구 팀에서 투수와 유격수로 모두 뛰었다. 2008년에 졸업하고 골든 웨스트 칼리지에 입학하여 신입생 시절에 투수와 유격수로 대학 야구를 했다. 데벤스키는 캘리포니아 주립 대학교 풀러턴으로 편입하여 캘 스테이트 풀러턴 타이탄스에서 대학 야구 경력을 이어갔다. 타이탄스의 코치들은 그에게 투수에 집중하도록 설득했고, 그 학교에서 두 시즌 동안 104경기에서 총 182+2⁄3 투구 이닝을 기록했다. 또한 2011년에 밸리 야구 리그의 우드스톡 리버 밴디츠에서 대학 여름 야구를 했다.

## 프로 경력

### 시카고 화이트삭스
시카고 화이트삭스는 2011 메이저 리그 베이스볼 드래프트에서 전체 771번째로 데벤스키를 25라운드에서 지명했다. 루키 레벨 파이오니어 리그의 그레이트 폴스 보이저스에서 프로 데뷔를 했다. 2012 시즌을 클래스 A 사우스 애틀랜틱 리그의 캐너폴리스 인티미데이터스에서 시작했다.

### 휴스턴 애스트로스
2012년 8월 3일, 데벤스키는 이전에 화이트삭스가 브렛 마이어스를 영입한 트레이드의 추후 지명 선수로 휴스턴 애스트로스로 트레이드되었다. 애스트로스는 이미 마이너 리거 블레어 월터스와 맷 하이든라이히를 트레이드로 영입했다. 트레이드 전 캐너폴리스에서 19경기 선발 등판하여 6승 5패의 승패 기록과 4.23의 평균자책점을 기록했다. 애스트로스는 그를 싱글 A 미드웨스트 리그의 렉싱턴 레전즈로 보냈다. 8월 31일, 렉싱턴에서의 다섯 번째 선발 등판에서 16개의 삼진과 함께 노히터를 기록했다.

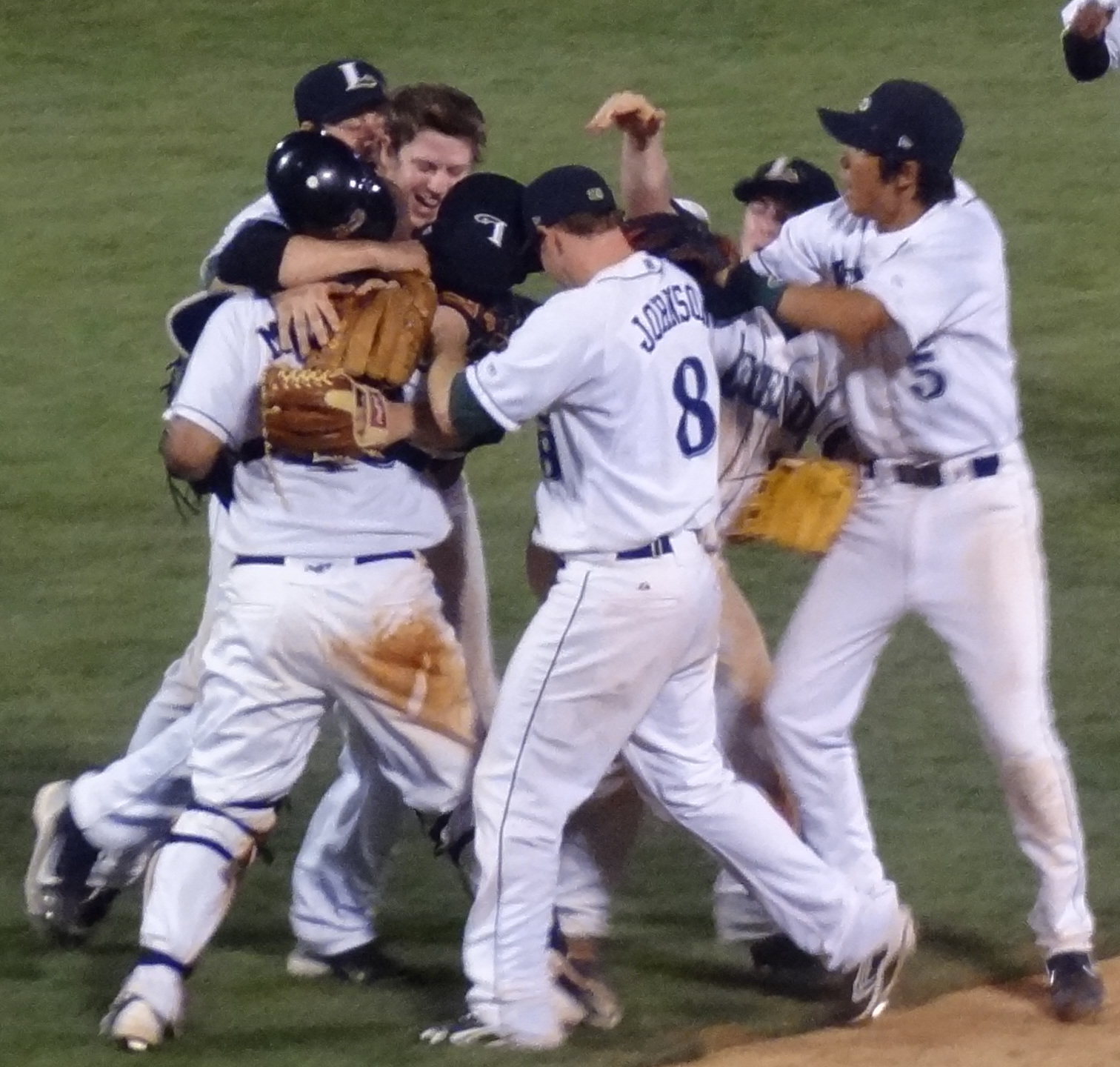
2012년 노히터의 마지막 아웃 후 데벤스키와 렉싱턴 레전즈 팀원들이 축하하고 있다.

데벤스키는 2013 시즌을 하이 A 캘리포니아 리그의 랭커스터 젯호크스에서 시작했다. 랭커스터에서 75+1⁄3이닝 투구에서 7.88의 ERA로 고전했고, 싱글 A 미드웨스트 리그의 쿼드 시티스 리버 밴디츠로 강등되었다. 데벤스키는 2014 시즌을 랭커스터에서 시작했고, 이번에는 더블 A 텍사스 리그의 코퍼스 크리스티 훅스로 시즌 중 승격되었다. 2015년에 코퍼스 크리스티에서 투구하여 119+2⁄3 투구 이닝에서 3.01의 ERA로 시즌을 마쳤다. 데벤스키는 그들의 올해의 투수로 선정되었다. 플레이오프를 위해 트리플 A 퍼시픽 코스트 리그의 프레즈노 그리즐리스로 승격되었고, 7이닝 1안타로 프레즈노가 트리플 A 베이스볼 내셔널 챔피언십 게임에서 우승하는 데 기여했다. 챔피언십 게임의 최우수 선수로 선정되었다. 2015 시즌 후 룰 5 드래프트 자격을 얻었지만, 애스트로스는 데벤스키를 40인 로스터에 보호하지 않았고, 데벤스키는 선택되지 않았다.
애스트로스는 2016 시즌의 개막전을 위해 데벤스키를 프레즈노로 보냈지만, 4월 6일 그를 메이저 리그로 승격시켰다. 4월 8일에 MLB 데뷔를 했다. 데벤스키는 2016 시즌을 48경기 출전에서 2.16의 ERA와 0.914의 WHIP로 마쳤다.
데벤스키는 2017년에도 휴스턴 애스트로스에서 여러 이닝을 소화하는 구원 투수로 계속 뛰었다. 7월 7일 MLB 올스타전의 아메리칸 리그 (AL) 로스터에 이름을 올렸다. 그날 기준으로 51+2⁄3이닝 투구에서 2.09의 평균자책점을 기록했고, 메이저 리그 구원 투수 중 이닝 수(72개)와 승리 수(6승)에서 모두 선두를 달렸다. 정규 시즌을 8승 5패, 2.68의 평균자책점, 100개의 삼진, 26개의 볼넷으로 80+2⁄3이닝을 던지며 마쳤다. 데벤스키는 월드 시리즈 5경기에 출전하여 총 5이닝을 던지며 4안타 4실점을 허용했지만, 2차전의 승리 투수가 되었다. 데벤스키는 휴스턴 애스트로스 역사상 처음으로 월드 시리즈 경기에서 승리한 투수였다.
데벤스키와 애스트로스는 2019 시즌에 152만 5천 달러의 연봉에 합의했다. 2019년 8월 3일, 데벤스키는 합동 노히터로 시애틀 매리너스와의 경기에서 9회에 등판했다. 이 경기는 애런 산체스가 선발로 시작했고, 윌 해리스와 조 비아지니가 데벤스키 이전에 구원으로 등판했다. 최종 점수는 9-0이었다. 그러나 시즌 내내 고전하여 61경기에서 개인 최고인 4.83의 평균자책점을 기록했다.
2020년 9월 15일, 데벤스키는 오른쪽 팔꿈치에서 골극을 제거하는 관절경 수술을 받고 2020 시즌의 나머지 경기를 결장했다. 수술 당시 3+2⁄3이닝 동안 6실점을 기록했다.

### 애리조나 다이아몬드백스
2021년 1월 20일, 데벤스키는 애리조나 다이아몬드백스와 마이너 리그 계약을 체결했다. 3월 29일, 40인 로스터에 합류했다. 5월 15일, 데벤스키는 오른쪽 UCL 염좌로 60일짜리 부상자 명단에 올랐다. 6월 6일, 토미 존 수술을 받아 2021 시즌을 공식적으로 마감했다. 2021년 애리조나에서 8경기에서 8.59의 평균자책점을 기록했다. 10월 8일, 데벤스키는 FA를 선언했다. 10월 25일, 데벤스키는 다이아몬드백스와 마이너 리그 계약을 다시 체결했다.
데벤스키는 애리조나 콤플렉스 리그 다이아몬드백스에서 재활 후 트리플 A 리노 에이시스로 승격되었고, 6경기에서 7.36의 평균자책점을 기록했다. 2022년 7월 26일, 데벤스키의 계약이 메이저 리그 로스터에 포함되었다. 8월 26일, 데벤스키는 양도 지명되어 자유 계약 선수가 되었다.

### 필라델피아 필리스
2022년 8월 30일, 데벤스키는 필라델피아 필리스와 마이너 리그 계약을 체결했다. 트리플 A 리하이 밸리 아이언피그스에서 9경기에 출전하여 8+2⁄3이닝 동안 1.04의 뛰어난 평균자책점과 11개의 삼진을 기록했다. 9월 25일, 데벤스키의 계약이 메이저 리그 로스터에 포함되었다. 필리스에서 3경기에 출전하여 4이닝 동안 11.25의 평균자책점과 3개의 삼진으로 고전했다.

### 로스앤젤레스 에인절스
2022년 11월 28일, 데벤스키는 로스앤젤레스 에인절스와 마이너 리그 계약을 체결했다. 2023년 3월 25일, 데벤스키가 팀의 개막전 로스터에 들지 못했다고 발표되었다. 데벤스키는 옵트아웃 조항을 행사하는 대신 에인절스에 남아 트리플 A 솔트레이크 비스로 보고하기로 결정했다. 솔트레이크에서 7경기에 출전하여 9이닝 동안 4.00의 평균자책점과 9개의 삼진을 기록했다. 4월 29일, 호세 키하다가 부상자 명단에 오르면서 데벤스키는 현역 로스터에 합류했다. 에인절스에서 29경기에 출전하여 33+2⁄3이닝 동안 5.09의 평균자책점과 33개의 삼진을 기록했다. 오른쪽 햄스트링 염좌로 한 달간 부상자 명단에 오른 후, 데벤스키는 8월 25일에 활성화되었고 이어서 양도 지명되었다. 8월 29일, 방출되었다.

### 탬파베이 레이스
2023년 8월 29일, 데벤스키는 탬파베이 레이스와 1년 메이저 리그 계약을 체결했다. 레이스에서 9경기에 출전하여 3승 2패, 2.08의 평균자책점, 8+2⁄3이닝 동안 9개의 삼진을 기록했다. 데벤스키는 시즌 후 자유 계약 선수가 되었고 2023년 12월 5일에 새로운 메이저 리그 계약으로 레이스와 재계약했다.
2024년에 레이스에서 19번 구원 등판하여 26+2⁄3이닝 동안 6.75의 평균자책점과 24개의 삼진으로 고전했다. 데벤스키는 2024년 6월 25일에 양도 지명되었다. 6월 30일 레이스 조직에서 방출되었다.

### 시애틀 매리너스
2024년 7월 2일, 데벤스키는 시애틀 매리너스와 메이저 리그 계약을 체결했다. 7월 30일 40인 로스터에서 제외되어 트리플 A 타코마 레이니어스로 완전 이적되었다. 타코마에서 23경기에 출전한 데벤스키는 23이닝 동안 2.35의 평균자책점과 31개의 삼진, 3세이브를 기록했다. 10월 4일 자유 계약을 선언했다.

### 뉴욕 메츠
2024년 10월 28일, 데벤스키는 뉴욕 메츠와 마이너 리그 계약을 체결했다. 2025 시즌을 트리플 A 시러큐스 메츠에서 시작하여 9경기에서 1.93의 평균자책점, 7개의 삼진, 2세이브를 기록했다. 2025년 4월 30일, 메츠는 데벤스키의 계약을 선택하여 그를 현역 로스터에 추가했다.

## 개인 생활
데벤스키는 샌타애나에서 자랐다. 그의 아버지 마이크는 이사 회사를 소유하고 있다. 그의 쌍둥이 여동생 아만다는 교사이다. 그가 대학에 다니는 동안, 그의 가족은 아르테시아로 이사했다.
데벤스키는 종종 1980년대 뉴 웨이브 밴드 이름을 따서 애스트로스 팬들에게 "디보"라는 별명으로 알려져 있다.